# Славутська міська бібліотека для дорослих

## Історія
Славутська міська бібліотека для дорослих заснована у вересні 1972 року. 1975 року відбулась централізація державних бібліотек і міська бібліотека стала структурним підрозділом районної ЦБС. В 1997 році бібліотека виходить зі складу ЦБС і переходить до підпорядкування міського відділу культури. 2000 року в приміщення міського Палацу культури було переведено бібліотеку для дорослих.

## Фонд бібліотеки
Книжковий фонд становить близько 28 тис. примірників. Фонд періодичних видань для дорослих — до 15 назв. Щорічно бібліотека  обслуговує понад 1 тис. користувачів. Фонд бібліотеки — універсальний за змістом. Тут представлені література з різних галузей знань, науково-популярні видання, художня література від класики до сучасних бестселерів, твори сучасних українських письменників;

## Обслуговування
Зручне розташування кімнат дає змогу диференційовано обслуговувати дорослих читачів, школярів, батьків. До послуг користувачів затишний читальний зал та абонемент. Читачів приваблюють до бібліотеки різноманітні масові заходи: круглі столи, читацькі конференції, літературно-музичні композиції, уроки на замовлення, конкурси. Тільки в наших бібліотеках до послуг користувачів:
- вільний доступ до джерел інформації;
- оперативне і якісне обслуговування користувачів;
- організація і проведення творчих акцій («Подаруй бібліотеці книгу»), презентацій, зустрічей семінарів), виставок;
- пріоритетне обслуговування за угодами про співпрацю;
- інтернет-центр, ксерокопія, сканування, набір, друк тексту;

## Режими роботи
З 9 до 18 години щодня. Вихідний — субота.
Адреса: 30000, м. Славута, вул. Ярослава Мудрого, 68.